# OVS型
OVS型（OVSがた）とは、基本文法が「目的語 - 動詞 - 主語」の語順である言語類型を表す用語。OVA型（Agent）はOVS型と同じ類型である。
この3要素の語順に着目した分類は、言語学者ジョーゼフ・グリーンバーグが "Some Universals of Grammer with Particular Reference to the Order of Meaningful Elemets" （1963年）において提唱したものである。例：「オレンジ 食べた サム」（サムはオレンジを食べた）、「棘 持つ バラ」（バラは棘を持つ）。グリーンバーグは、OVS型を含む6種類の類型によって言語を分析した結果、自然言語ではこのOVS型が最も少ないという。

## 自然言語での例
目的語-動詞-主語の語順が支配的に取られる言語の多くは南アメリカのものが占めている。具体例としてはヒシュカリヤナ語、アスリニ語、ウラリナ語等が挙げられる。また、OVS文型と主語-目的語-動詞順の文型とが併存している言語の例としてはマクシー語、アパライ語等が存在する。この内ヒシュカリヤナ語、アパライ語、マクシー語の三者はカリブ語族に属するものである。
またこの語順は、格標識があるため比較的自由な語順が許される言語において、目的語を強調するときにも使われる（支配的ではない）。ルーマニア語、バスク語、エスペラント、ハンガリー語、フィンランド語、そしてある程度はドイツ語がその例である。さらにスウェーデン語など、通常は広範な格標識のない言語でも、格標識を持つ代名詞が含まれる際にはこの語順が許容される。

## 人工言語での例
OVS型語順は、人工言語インターリングアでも使われる（ただしインターリングアの文法書には、受動態を除いて記述はない）。Panorama in Interlingua の編集長 Thomas Breinstrup は、同誌に執筆した記事の中でときどきこの語順を使っていた。
この語順は、スタートレック・シリーズの架空背景世界における地球外知的生命体クリンゴン人の人工言語、クリンゴン語にも採用された。わざと、異星人らしく直感に反する表現にするためである。そのためクリンゴン語はもっとも珍しい語順を持つことになったが、この人工言語の目的からすれば当然である。